# Google Maps

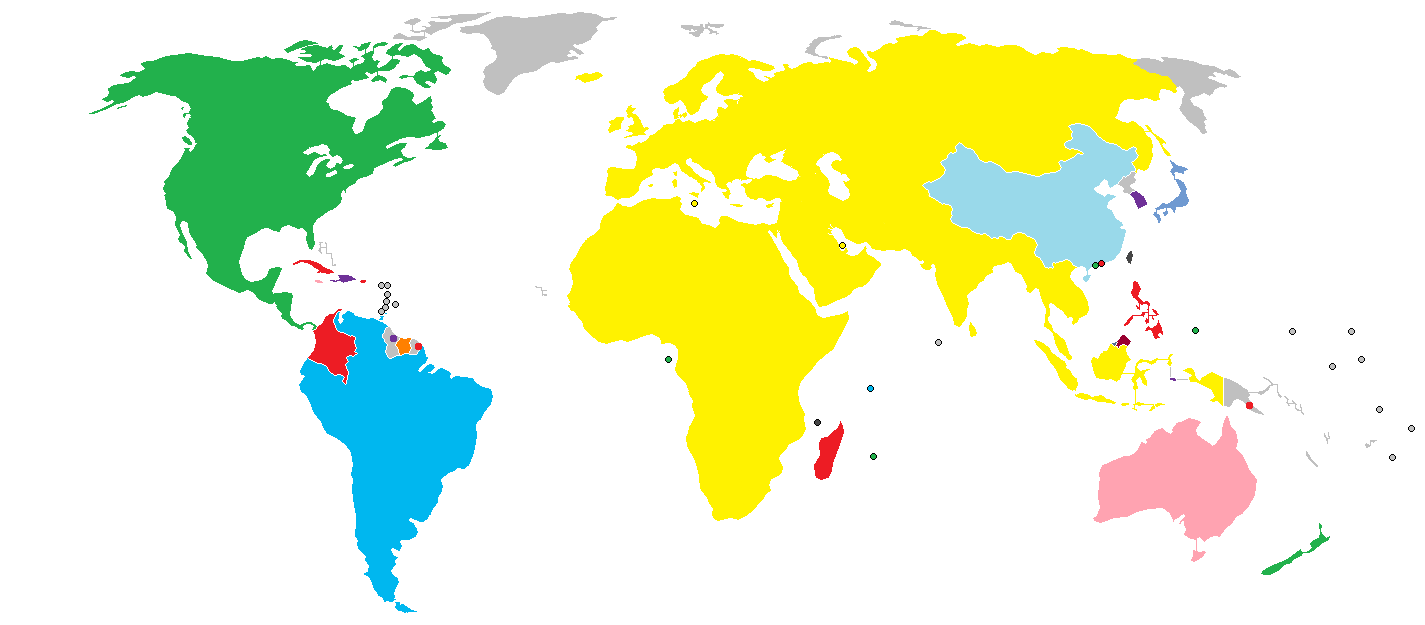
Regioni contigue di Google Maps

Google Maps è un servizio internet geografico sviluppato da Google che consente la ricerca e la visualizzazione di carte geografiche di buona parte della Terra. Accessibile da sito web, o da app mobile, impiega mappe ottenute con una variante della proiezione di Mercatore.
Oltre a questo è possibile cercare servizi in particolari luoghi, tra cui ristoranti, monumenti e negozi. Inoltre si può visualizzare un possibile percorso stradale tra due punti, oltre a foto satellitari di molte zone con diversi gradi di dettaglio (per le zone che sono state coperte dal servizio si riescono a distinguere in molti casi le case, i giardini, le strade e così via). Le foto sono statiche (non in tempo reale). Google Maps offre anche una ricerca di attività commerciali sulle stesse mappe.

## Storia
L'8 febbraio 2005 su Google Blog fu annunciato il servizio di mappe, disponibile per i browser Internet Explorer e Mozilla Firefox. Il supporto per Opera e Safari fu aggiunto il 25 febbraio dello stesso anno. Il servizio rimase in versione beta per sei mesi prima della versione stabile. 
Nel gennaio 2006 il supporto di Google Maps si allargò nella maggior parte degli Stati Uniti, a Puerto Rico, in Canada, in Regno Unito e in alcune città in Irlanda. Fu coperta anche l'area di Torino in occasione delle Olimpiadi Invernali. Nello stesso mese Google Maps iniziò a fornire le stesse immagini satellitari di Google Earth. Il 12 marzo 2006 furono aggiunte le mappe di Marte. Ad aprile fu pubblicata la seconda versione delle API. A giugno fu lanciato Google Maps per le imprese: un servizio che permetteva di pubblicizzare la propria attività direttamente su Google Maps. A dicembre, per alcune città americane e Londra, su Google Maps vennero mappate le linee metropolitane delle città. 
Nel 2008 venne rilasciato Google Ride Finder, un servizio di taxi in 14 città degli Stati Uniti che usava Google Maps, che però venne discontinuato nell'ottobre dello stesso anno. Sempre nel 2008 venne rilasciata la prima versione delle API di Google Maps.
Nel luglio 2009 il servizio sbarcò anche in Giappone. Il 22 luglio venne pubblicata la visione ibrida della mappe (l'unione della visione satellitare e stradale). Nello stesso mese fu lanciato Google Moon.
Nel 2010 fu aggiunta la possibilità di cercare itinerari per i ciclisti.
Il 30 maggio 2012 Google Places fu rimpiazzato da Google+ Local. Nel giugno 2012 iniziò la mappatura dei fiumi e canali britannici insieme alla Canal and River Trust, un'azienda non governativa inglese che gestisce i fiumi e i canali nel Regno Unito, permettendo di pianificare viaggi attraverso ponti e alzaie lungo 3000 chilometri di fiumi. L'11 ottobre fu annunciato l'aggiornamento di oltre 300 000 km di strade degli Stati Uniti.
Dal dicembre 2012 l'applicazione per dispositivi mobili Google Maps è disponibile anche sull'App Store di Apple dopo che il servizio fu rimosso dalla versione 6 del sistema operativo iOS.
Il 29 gennaio 2013 Google Maps ha incluso la mappa della Corea del Nord. Il 3 maggio 2013 Google Maps ha iniziato a usare il nome Palestina anziché Territori occupati, riconoscendola di fatto come Stato.
Il 27 giugno 2016 Google ha aggiornato le immagini satellitari di tutto il mondo prese dal Landsat 8, per un totale di 700 bilioni di pixel di nuovi dati.
Nel settembre 2016 Google Maps acquisisce la startup di analisi analitica cartografica Urban Engines.
Nel febbraio 2020, in occasione del 15º anniversario dalla creazione, viene rinnovato il logo.
Nel novembre 2021, viene lanciato Road Mapper, uno strumento che consente a guide selezionate di aggiungere manualmente strade percorribili da veicoli, integrandole con le immagini satellitari.
Nel giugno 2023 viene lanciata in Italia la vista immersiva, che offre immagini 3D e interattive di alcuni punti di interesse, permettendo di visualizzare l'immagine in funzione dell'ora e del meteo previsto (variazione luce/ombra, pioggia/sole, ecc.) e la golden hour ideale per scattare foto.
Dall'ottobre 2023 integra informazioni sul tasso di inquinamento dei luoghi.
Sempre nel 2023 sono state introdotte nuove funzionalità per le auto elettriche. Google Maps mostra la distanza percorribile con una singola ricarica per un determinato modello e quante ricariche sono necessarie per coprire un tragitto, in funzione del dislivello e dei limiti di velocità. Inoltre sono stati integrati i percorsi ecosostenibili che mostrano, a parità di tempo previsto, i percorsi con meno salite, meno traffico e in cui è possibile avanzare con una velocità regolare per ridurre i consumi. In alternativa ai viaggi in aereo, vengono proposti i percorsi ferroviari.

## Caratteristiche
La visione del pianeta si può ottenere ad esempio con una mappa o una semplice cartina stradale.
Ultimamente e solo per alcuni paesi, è stata implementata la funzione traffico che visualizza i problemi di traffico stradale.

### Proiezione adottata
Google Maps è basato su una variante della proiezione di Mercatore. Se la Terra fosse perfettamente sferica, la proiezione sarebbe la stessa di quella di Mercatore. Google Maps usa le formule della proiezione sferica di Mercatore, ma le coordinate di Google Maps sono basate sui dati del sistema geodetico mondiale WGS84. La differenza tra una sfera e un ellissoide WGS84 è la causa di una non precisa proiezione, percepibile in modo particolare su rappresentazioni a grande scala.
Assumendo che {\displaystyle \,dE} e {\displaystyle \,dN} siano le componenti delle coordinate locali, ENU infinitesimali la loro larghezza e lunghezza proiettate sulla carta sono descritte così:
{\displaystyle {\begin{aligned}&dx=a_{\text{map}}\left({\frac {a}{\sqrt {1-e^{2}\sin ^{2}\varphi }}}\right)^{-1}\sec \varphi \,dE,\\&dy=a_{\text{map}}\left({\frac {a(1-e^{2})}{\left(1-e^{2}\sin ^{2}\varphi \right)^{3/2}}}\right)^{-1}\sec \varphi \,dN,\end{aligned}}}
dove {\displaystyle \,\varphi } è la latitudine geodetica, {\displaystyle \,e} è la prima eccentricità dell'ellissoide della Terra, {\displaystyle \,a} è il semiasse maggiore della Terra, e {\displaystyle \,a_{\text{map}}} è la scala della carta. Google Maps usa
{\displaystyle a_{\text{map}}={\frac {256\times 2^{zoomLevel}}{2\pi }}\ {\text{pixel}}.}
Poiché la proiezione di Mercatore, e le sue varianti, hanno valori infiniti ai poli, Google Maps non mostra i poli.

## Progetti correlati

### Google Moon e Google Mars
Dopo Google Maps sono nati due nuovi progetti di cartografia: Google Moon con lo scopo di mappare le terre lunari e Google Mars per mappare invece le terre di Marte.

### Google Sky
Google presenta Google Sky, un servizio su internet di mappatura spaziale che permette agli utenti di osservare l'universo conosciuto, usando fotografie prese dal telescopio spaziale Hubble.

### Google Street View
totale o parziale
     totale o parziale in previsione (ufficiale)
     totale o parziale in previsione (non ufficiale)
     vista solo dei musei
     paesi senza copertura in previsione

La copertura di Google Street View
totale o parziale
totale o parziale in previsione (ufficiale)
totale o parziale in previsione (non ufficiale)
vista solo dei musei
paesi senza copertura in previsione

Il servizio Street View permette di visualizzare fotografie a 360° di numerose località del mondo. Tali immagini sono state riprese da automezzi dotati di fotocamere e pertanto non sono in tempo reale. Per la strumentazione Google si è affidata all'azienda canadese Immersive Media, produttrice delle fotocamere Dodeca 2360, con 11 obiettivi in grado di fotografare a 360 gradi. La risoluzione è molto elevata in alcune città, mentre in altre è ridotta, probabilmente artificialmente.
Il servizio è stato criticato dopo che sono state notate alcune foto in cui comparivano persone in situazioni imbarazzanti ed è stato evocato il diritto di privacy, dal momento che nelle immagini spesso le persone sono riconoscibili. Il problema è stato sollevato anche da periodici come The New York Times e Wired. Dopo le proteste di alcune associazioni di consumatori, i legali di Google, pur facendo notare che le immagini sono legali perché scattate in luoghi pubblici, si sono detti disponibili, previa segnalazione dell'interessato, a eliminare le immagini in questione. Attualmente Google Street View impiega un algoritmo che riconosce automaticamente targhe e volti, offuscandoli.
Una delle caratteristiche di questa applicazione è aver sviluppato un sistema economico intorno alle attività locali di Google Maps. La ragion di identità per attività e commercianti che cercano come trovare clienti su Google Maps con Google My Business coinvolgendo i potenziali clienti a una visita preventiva. 
Google Street View, tuttavia, permette anche di creare o importare foto sferiche a 360° da qualsiasi cellulare, sia dotato di foto-videocamera a 360°, sia tramite i precedenti modelli e una successiva ricostruzione dell'immagine sferica. La ricostruzione non è fatta dal cellulare, ma dal software di Street View. 
L'applicazione gratuita Google Camera consentiva di scattare una prima foto e altre in sequenza da collocare a scelta a destra/sinistra, sopra/sotto, che poi l'applicazione "univa" in un'unica foto sferica a 360°: sviluppata da Google per cellulari con sistema operativo Android, l'applicazione è giunta a supportare Android 4.4 finché il 17 febbraio 2016 Google l'ha rimossa da Google Play, ma già dalla versione 4.2 di Android 4.2 le fotocamere avevano nativamente l'alternativa opzione Photo Sphere per scattare foto sferiche a 360°.

### Google Transit
Google Transit è una funzionalità introdotta nel Canada e negli Stati Uniti, e per prima in Europa, per la regione Toscana e le città di: Torino, Milano, Firenze, Genova, Como, Brescia, Modena, Reggio Emilia, Venezia, Vicenza, Roma e Salerno in via sperimentale, per creare un itinerario esclusivamente con mezzi di trasporto pubblici. A partire dal 1º gennaio 2014 il servizio Google Transit è attivo su tutta la provincia di Cuneo e dal 30 giugno 2014 è stato esteso anche alla città di Bergamo. Il servizio è attivo anche nella città e nella provincia di La Spezia per conto di ATC Esercizio.

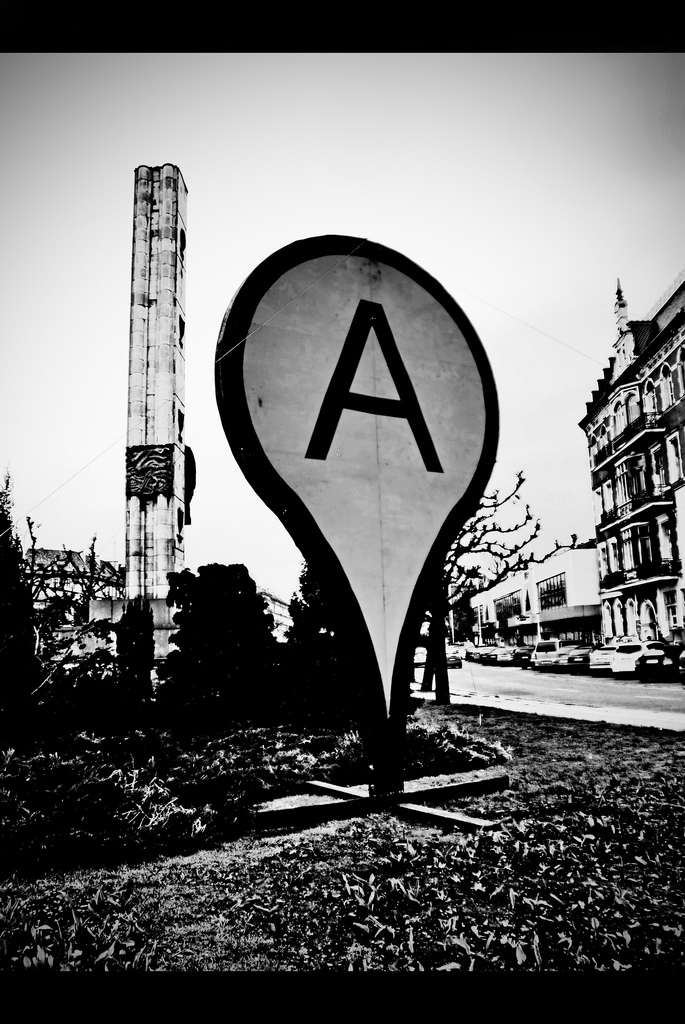
Un monumento a forma di spilla di Google Maps nel centro della città di Stettino, in Polonia

### Google My Maps
Ad aprile 2007 viene introdotta la possibilità di crearsi delle proprie mappe sulla base di quelle di Google Maps. Si sovrappongono alle immagini percorsi, poligoni e segnaposto.

### Google Maps Mobile

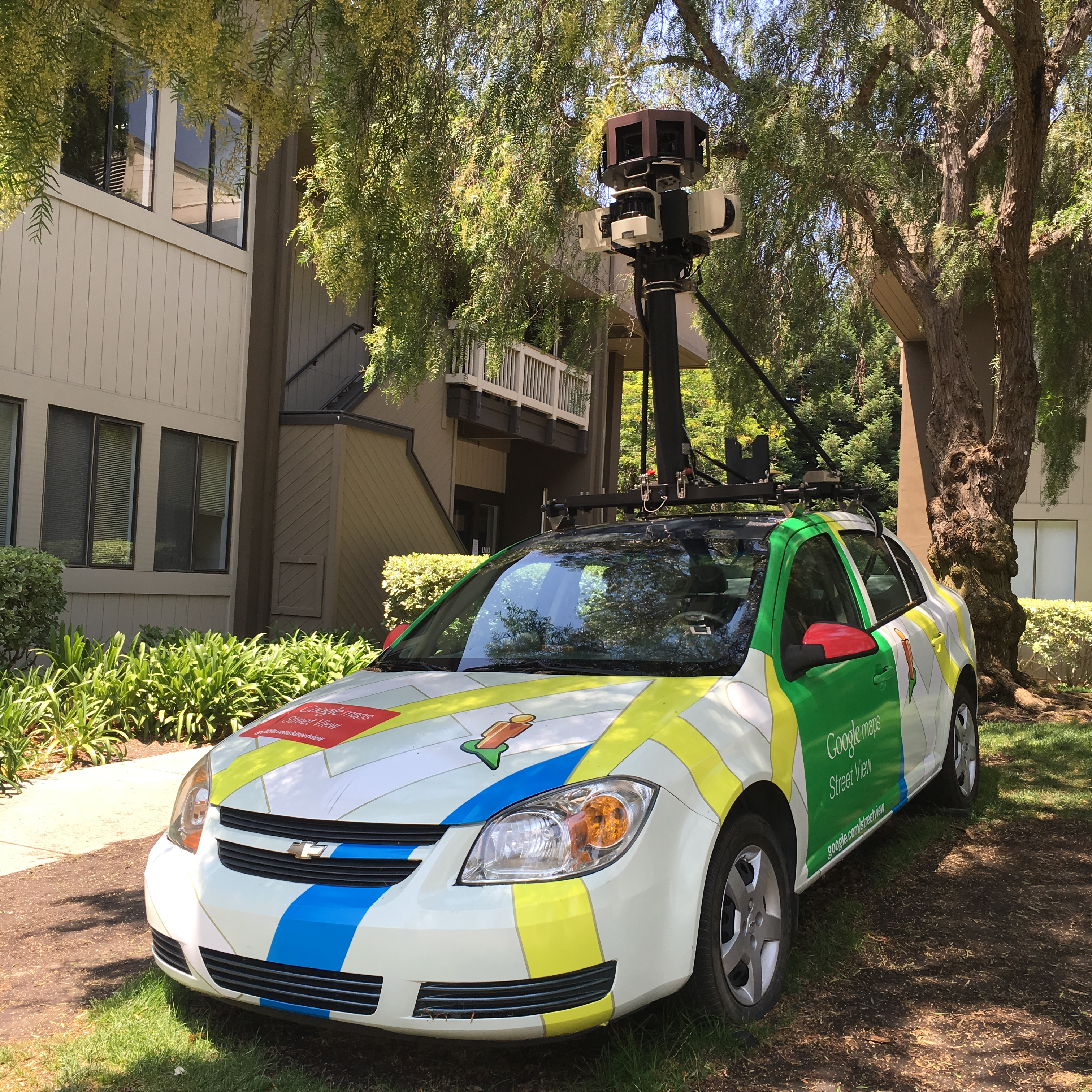
La macchina di Google Maps utilizzata per le fotografie sferiche di Street View

Per i dispositivi mobili che supportano la piattaforma Java (o anche quelli basati sui sistemi operativi Android, iOS, Windows Mobile, Palm OS o Symbian OS) e che dispongono di una connessione a Internet via GPRS, UMTS, HSDPA o LTE esiste dal 2006 un'apposita versione Google Maps, detta Google Maps Mobile, che permette di accedere alle mappe e di usufruire del servizio di navigazione GPS come un vero e proprio navigatore satellitare da tali dispositivi.

### Google Places
Google Places è il servizio che permette di aggiungere nelle ricerche su Google la scheda dell'attività commerciale, sul lato destro della pagina di ricerca. La scheda commerciale è provvista di mappa nonché degli altri dati dell'attività (indirizzo, telefono, orari di apertura, recensioni, ecc.).
L'utilizzo di Google places è completamente gratuito (occorre un account di Gmail attivando in seguito la procedura prevista); invece, l'inserimento all'interno della scheda dell'estensione che permette, cliccando sopra, di aprire il percorso con Google Maps, è a pagamento in quanto si utilizza Google Ads.
Dall'estate del 2014 Google Places non è più attivabile attraverso la relativa dashboard per le aziende di Google Places o dalle pagine Google+ in quanto il servizio fa parte della piattaforma Google My Business.

### Google Local Guides
Dal 13 novembre 2015, è attivo un nuovo servizio che si chiama "Guide Locali" che permette agli utenti Google di recensire, inserire foto e aggiungere attività a Google Maps. Il programma permette all'utente di aggiungere contenuti a Google Maps e guadagnare punti, salendo fino a dieci livelli. Questi punti permettono di raggiungere livelli più alti nel programma, e di ottenere vantaggi come l'accesso in anteprima alle funzionalità Google e inviti a eventi speciali. Al livello 4, si sblocca anche il primo badge di Local Guides, che rende più visibili i tuoi contributi. 

### Google Maps Space
Se si accede a Google Maps da un pc si possono vedere alcuni corpi celesti del nostro sistema solare in 3D (alcuni anche in alta definizione): i pianeti terrestri (Mercurio, Venere e Marte), tre pianeti nani (4 Vesta, Cerere e Plutone) e numerose lune (la Luna, Io, Europa, Ganimede, Callisto, Mima, Encelado, Teti, Dione, Rea, Titano, Giapeto e Caronte). Si può visitare la Stazione Spaziale Internazionale tramite Street Wiew.
Si può accedere a questa funzionalità mettendo la mappa in modalità globo e satellite e dezoomando fino a che non compare una lista di corpi celesti.

## Loghi
Il servizio Google Maps non è presente in Corea del Sud: non si possono ottenere indicazioni o interagire con i punti d'interesse sulla mappa. Questo fatto è dato dalla Spatial Data Industry Promotion Act e dalla Promotion of Military Bases and Installation Act, leggi sud coreane che proibiscono alle aziende terze di pubblicare immagini delle mappe sud coreane salvate su server esteri. Quindi, Google si affida ad altre soluzioni open source per mostrare, anche se in bassa qualità, le strade della Corea del Sud.